# هوفوش
هوفوش (بالسويدية : Hofors ) ، مدينة سويدية صغيرة واقعة فيبلدية هوفوش ، في مقاطعة يافليورغ ، وبلغ عدد السكان 6681 نسمة في عام 2010.

## أحياء في المدينة
- بورن
- بولة
- بون هوس برجيت
- السنتروم
- جوكلاند
- هامرن
- ليلون
- مون تيبو
- رونينغن
- سيلفر دالن
- ستاندرن
- فاستر هويد
- روبرت هولم
- فاغرستا بي
- لونغ ناس
- بارك هيتّان
- ستين هيتان

تطورت مدينة هوفوش في صناعة الحديد في القرن السابع العشر ، و التي تطورت لتصبح من أول المدن السويدية في صناعة الحديد ، و إحدى الشركات التابعة لشركة سيكاف SKF للصناعات الحديدية 

## رياضات
يوجد في مدينة هوفوش نادي لكرة القدم و يدعى هوفوش أي أف (بالسويدية: Hofors IF)

## أعلام
- لاسي أبيرج
- أندرياس يوهانسون